# Jean-Claude Delarue
Pour les articles homonymes, voir Delarue.
Jean-Claude Delarue (né le 23 novembre 1939 dans le 14e arrondissement de Paris) est un militant associatif et homme politique français. Il est le père de l'animateur Jean-Luc Delarue.

## Biographie
D'origine russe par son père (dont le nom a été francisé) et polonaise par sa mère, Wanda Gruszczynski, Jean-Claude Delarue est professeur de civilisation américaine à l'université Paris VII de 1965 à 2004. Il préside dès les années 1970 la Fédération des usagers des transports en commun de la région parisienne, née d'un mouvement de protestation contre la désorganisation des transports à Paris. Brigitte Gros, maire de Meulan et auteur de Quatre heures de transport par jour (1970), en est la secrétaire générale.
Ancien adhérent de la SFIO, du Parti socialiste unifié et du Parti socialiste, J.-C. Delarue prend la tête des premières listes écologistes aux municipales de 1977. Il se présente comme candidat écologiste indépendant à l'élection présidentielle de 1981[réf. nécessaire] mais ne va pas jusqu'à la candidature, une élection primaire ayant désigné Brice Lalonde comme candidat du mouvement écologiste, essentiellement constitué de réseaux associatifs, le 15 juin 1980. En 1979, Valéry Giscard d'Estaing le nomme au Conseil économique et social en tant que représentant de la mouvance écologiste, poste auquel Mitterrand le reconduit en 1984.
Il est le fondateur de plusieurs associations, dont l'Association de défense des usagers de l'administration, le Comité national anti-bruit, SOS Environnement, l'Alliance écologique, la fédération des usagers des transports et des services publics, SOS petits porteurs (2002), SOS tutelles (2006), SOS bizutage.
Le 5 juin 2015 pour les élections régionales de 2015, Jean-Claude Delarue en tant que président de SOS usagers lance la campagne de la « liste des usagers » dont il est la tête de liste aux élections régionales en Île-de-France avant de rejoindre la liste de Debout la France, menée par Nicolas Dupont-Aignan.

## Publications
- Le ras-le-bol des administrés, Calmann-Lévy, 1994 (ISBN 978-2-7021-1946-4)
- Guide pratique des usagers de l'administration, J. Grancher, 1995 (ISBN 978-2-7339-0463-3)
- Jean-Claude Delarue et Christian Fremaux, Prenez garde à vous ! : les Français victimes de leur administration, Neuilly-sur-Seine, Michel Lafon, 2002, 240 p. (ISBN 2-84098-770-8)